# Lucrezia Marinella
Lucrezia Marinella Vacca (ur. 1571 w Wenecji, zm. 9 października 1653 tamże) – włoska poetka i pisarka. Zabrała głos w ogólnoeuropejskiej dyskusji na temat pozycji kobiet w społeczeństwie, tzw. querelle des femmes, publikując w 1600 r. traktat prozą Szlachetność i doskonałość kobiet oraz słabości i przywary mężczyzn (La nobiltà et l'eccellenza delle donne co'difetti et mancamenti de gli uomini).

## Życie
Lucrezia Marinella (lub Marinelli – autorka używała żeńskiej formy swojego nazwiska rodowego) urodziła się jako córka Giovanniego Marinelli, cenionego weneckiego filozofa i lekarza, autora dwóch dzieł poświęconych zdrowiu kobiet. Otrzymała staranne humanistyczne wykształcenie obejmujące języki klasyczne, filozofię i literaturę napisaną w volgare (zwulgaryzowanej łacinie). Pierwsze dzieło poetyckie, poemat La colomba sacra, poema eroico (Święta gołębica, epos) wydała w 1595 w wieku dwudziestu czterech lat. Był to pierwszy z jej wielu poematów poświęconych chrześcijańskim męczennikom i świętym. Opisała m.in. żywot św. Franciszka (1597), Maryi (1617), św. Justyny (1606), św. Katarzyny ze Sieny (1619). Tworzyła także teksty o inspiracji mitologicznej jak Amore innamorato et impazzato (Zakochany i oszalały Amor – 1598) oraz romanse pasterskie jak Arcadia felice (Szczęśliwa Arkadia – 1605). Do  utworów najbardziej docenianych przez jej współczesnych  należał epos L'Enrico, overo Bisanzio acquistato (Henryk, czyli Bizancjum zdobyte – 1635).
Stworzyła także jeden traktat prozą – Nobilta et l'eccellenza delle donne (Szlachetność i doskonałość kobiet oraz słabości i przywary mężczyzn – 1600) poświęcony pozycji kobiety w rodzinie i w społeczeństwie. Do tematyki związanej z podziałem ról między płciami powróciła czterdzieści pięć lat później, pisząc Esortazioni alle donne e agli altri (Napomnienia dla kobiet i nie tylko – 1645).
Lucrezia Marinella wyszła za mąż w 1605 r. za lekarza o nazwisku Gerolamo Vacca. Miała dwójkę dzieci o imionach Antonio i Paulina. Zmarła w wieku 82 lat.

## „Szlachetność i doskonałość...”
Książka La nobiltà et l'eccellenza delle donne co'difetti et mancamenti de gli uomini (Szlachetność i doskonałość kobiet oraz słabości i przywary mężczyzn) ukazała się w 1600 r. jako odpowiedź na mizoginistyczny pamflet Giuseppe Passiego Dei donneschi difetti (O przywarach kobiet – 1599). Passi, akademik z Ravenny, dowodził, że kobiety są w większości dziedzin w naturalny sposób słabsze i mniej utalentowane od mężczyzn, swoją argumentację popierając cytatami z dzieł literackich i filozoficznych.
Utwór Lucrezii Marinelli w pierwszej części odpowiada na argumenty Passiego, wymieniając talenty kobiet oraz przytaczając przykłady słynnych kobiet znanych z historii (wymienia "kobiety uczone, które dostąpiły sławy w wielu dziedzinach, kobiety powściągliwe i umiarkowane, kobiety silne i nieustraszone oraz kobiety roztropne, biegłe w udzielaniu rad"). Część druga zaś jest poświęcona męskim przywarom, których kobiety są pozbawione. Lucrezia Marinella nie argumentowała na rzecz równości kobiet, lecz dokładnie odwracała pogląd Passiego, wskazując na wyższość kobiet. Zdaniem weneckiej poetki kobiety nie mają statusu równego mężczyznom, gdyż ci, kierując się egoizmem i zazdrością, ograniczają ich dostęp do sfery publicznej, sztuki i wojskowości. Pisze:
„Gdyby przy tych wspaniałych przymiotach pochodzących z natury, kobiety jeszcze ćwiczyły się w naukach i sztuce wojennej, jak to czynią całymi dniami mężczyźni, wprawiłyby ich w osłupienie i podziw. (…) A jednak niewiele jest niewiast, które poświęcałyby się naukom lub sztuce wojennej w naszych czasach. Dzieje się tak, gdyż na ich drodze stoją mężczyźni – prostaccy tyrani, którzy obawiając się, że kobiety mogłyby im odebrać całą władzę i zepchnąć ich do roli swoich służących, często zabraniają kobietom nawet nauki czytania i pisania”.
Podobnie jak Passi i zgodnie z manierą epoki, autorka Szlachetności i doskonałości... obficie cytuje filozofów i pisarzy. Krytykuje Arystotelesa jako tchórzliwego despotę, z uznaniem cytuje zaś Platona i Ludwika Ariosta. Autorka wykazuje się erudycją i talentem retorycznym, gdy udowadnia, że jej przeciwnik wyjął słowa Ariosta z kontekstu i opacznie je zinterpretował na rzecz swojej argumentacji.
W opublikowanych w 1645 Napomnieniach dla kobiet i nie tylko, Lucrezia Marinella odchodzi od swoich egalitarnych poglądów, nawołując kobiety do cichego życia spędzonego na pobożnych rozważaniach, oraz potępiając twórczość literacką, jako czczy zbytek przynoszący niewielką pociechę.

## Dzieła
- La colomba sacra, poema eroico, Venezia, 1595
- Vita del serafico e glorioso S. Francesco, Venezia, 1597 (następnie wydane w zbiorze: Rime spirituali di diversi autori raccolte da Fra Silvestro Poppi, Firenze, 1606)
- Amore innamorato et impazzato, Venezia, 1598 (1618)
- La nobiltà e l'eccellenza delle donne e i difetti e mancamenti degli uomini, Venezia, 1600 (1621); przekład angielski: The Nobility and Excellence of Women and the Defects and Vices of Men, tłum. Anne Dunhill, University of Chicago Press, Chicago, 2001; przekład polski: „Szlachetność i doskonałość kobiet oraz słabości i przywary mężczyzn”, tłum. Marta Natalia Wróblewska, w: G.Rogowska, M.Trepczyński red., Piknik z renesansem, Campidoglio, Warszawa 2011, ISBN 978-83-927476-1-1
- La Vita di Maria Vergine, Imperatrice dell'Universo, Venezia, Barezi e Compagni, 1602 (1617)
- Arcadia felice, Venezia, 1605
- Vita di Santa Giustina, Firenze, 1606
- Dei gesti eroici e della vita religiosa della serafica Caterina da Siena, Venezia, 1624
- Lettera, w: Dialogo della dignità e nobilta' delle donne, Cristoforo Bronzino, Firenze, 1624
- L'Enrico, Venezia, 1635 (następnie w: Parnaso italiano, tom VIII, Marinella, Dolce, Passeroni, Venezia, Antonelli, 1845) ; przekład angielski: Enrico or Byzantium Conquered: A Heroic Poem, tłum. Maria Galli Stampino, University of Chicago Press, Chicago 2009
- Le vittorie di Francesco il serafico, Padova, 1644
- Il canto d'amore della vergine Santa Giustina, Venezia, 1648
- Rime, w: Rime della Signora Lucrezia Marinella, Veronica Gambara et Isabella della Morra, con giunta di quelle fin'ora raccolte della Signora Maria Selvaggia Borghini, Napoli, Bulifon, 1693
- Lettere, w: "Biblioteca modenese", tom III, Modena, 1738
- Argomenti e allegorie w: Le lacrime di S. Pietro, poema di Luigi Tansillo, Venezia, 1739
- Rime, in Componimenti poetici delle più illustri rimatrici raccolti da Luisa Bergalli, Venezia, Mora, 1726